# Chicago Fire Football Club
O Chicago Fire Football Club, anteriormente Chicago Fire Soccer Club, mais conhecido como Chicago Fire, é um clube profissional de futebol dos Estados Unidos localizado em Bridgeview, Illinois. Participa da Major League Soccer. Foi fundado em 8 de outubro de 1997 no aniversário de 126 anos do Grande Incêndio de Chicago, fato que ocorreu em 1871, por integrantes do Corpo de Bombeiros de Chicago. Em 1998, sua primeira temporada na Major League Soccer, o Chicago Fire conquistou a MLS Cup e a U.S. Open Cup. Também ganhou em a U.S. Open Cup em 2000, 2003 e 2006.
O Chicago Fire tem um acordo de cooperação com o Morelia, time da Primeira Divisão Mexicana desde 2001. O acordo prevê trocas de experiencias tais como jogadores, treinadores e comissão técnica e o desenvolvimento de ambos os clubes.
As cores oficiais do time são vermelho e branco; preto, azul marinho e azul claro também tem sido usado pelo Fire como cores alternativas no decorrer da sua história.

## História

### Vista Geral
O Clube foi fundado em 8 de outubro de 1997,por integrantes do Corpo de Bombeiros de Chicago, sendo o mais bem sucedido clube na história moderna da U.S Open Cup, ganhando-a em 1998, 2000, 2003, e 2006. Um dos maiores rivais do clube é o FC Dallas. Desde 2001, os dois clubes competem anualmente pela Brimstone Cup (que foi estabelecido pelos torcedores de ambos os clubes) que vai para a equipe que vencer mais jogos entre eles na temporada. Enquanto o FC Dallas permanece como o rival histórico, recentemente a rivalidade que mais cresce é contra o New England Revolution com os clubes sempre jogando o último jogo da temporada desde 2001. O Fire sempre jogou no Soldier Field, mas agora eles tem o seu próprio estádio, o Toyota Park. O Fire também tem uma relação bem próxima com outro time de Chicago, o Chicago Sting. Frequentemente são realizados jogos entre ambas as equipes em eventos, reuniões etc.
O Chicago Fire já teve vários astros vestindo sua camisa, tais como: Chris Armas, Frank Klopas, Eric Wynalda, DaMarcus Beasley, Josh Wolff, Tony Sanneh, Carlos Bocanegra, Justin Mapp, Jesse Marsch, C.J. Brown, Ante Razov, Zach Thornton, Chris Rolfe, Piotr Nowak, Luboš Kubík, Hristo Stoichkov, Tomasz Frankowski e Cuauhtémoc Blanco.

### Fundação e Sucesso
Fundado no aniversário do Grande Incêndio de Chicago em 1997 por integrantes do Corpo de Bombeiros da referida cidade, com uma grande festa em seu quartel, o Chicago Fire Soccer Club imediatamente trouxe jogadores das mais variadas nacionalidades, trazendo por exemplo os Polonêses Peter Nowak, Jerzy Podbronzny, e Roman Kosecki, o Mexicano Jorge Cmpos e o Tcheco Lubos Kubik. Enquanto esses mostravam os seus jogando pelo Chicago Fire (especialmente Nowak, que foi capitão por 5 anos) foram os jovens jogadores americanos que promoveram em sua grande maioria o sucesso continuado até os dias de hoje, além de ter em seu quadro de atletas vários soldados e oficiais, não somente do Corpo de Bombeiros de Chicago, mas de várias outras corporações. O clube, contra todas as expectativas, conquistou o chamado "double" em 1998: Vencendo o DC United no final da liga no Rose Bowl, levando assim a MLS Cup, e uma semana depois vencendo o Columbus Crew em Chicago, vencendo U.S Open Cup.
O sucesso continuou algumas temporadas depois, atigindo em 2000 a MLS CUP (perdendo para o Kansas City) mas ganhando a U.S Open Cup do mesmo ano.

### Liga dos Campeões da CONCACAF
Na Liga dos Campeões da CONCACAF foi terceiro colocado em duas ocasiões: em 1999 e 2004.

### Superliga
Em 2008, o Chicago fire ficou em 3.º lugar na MLS Supporters' Shield o que habilitou a equipe a disputar pela primeira vez a Superliga em 2009. Chegou à final da competição e obteve o vice-campeonato.

## Títulos
| NACIONAIS      | NACIONAIS              | NACIONAIS | NACIONAIS              |
|                | Competição             | Títulos   | Temporadas             |
| -------------- | ---------------------- | --------- | ---------------------- |
|                | MLS Cup                | 1         | 1998                   |
|                | MLS Supporters' Shield | 1         | 2003                   |
| Estados Unidos | U.S. Open Cup          | 4         | 1998, 2000, 2003, 2006 |
| REGIONAIS      |                        |           |                        |
|                | Competição             | Títulos   | Temporadas             |
| Estados Unidos | Conferência Oeste      | 1         | 1998                   |
| Estados Unidos | Conferência Leste      | 1         | 2003                   |

### Outros torneios
- Brimstone Cup (6): 1998, 2000, 2001, 2012, 2013, 2014
- MLS Fair Play Award (1): 2009
- Carolina Challenge Cup (1): 2013
- Desert Diamond Cup (1): 2014
- MLS Reserve Division (1): 2014

### Outras campanhas de destaque

#### Internacionais
- Liga dos Campeões da CONCACAF: 3.º lugar - 1999, 2004
- Superliga: 2.º lugar - 2009

#### Nacionais
- MLS Cup: 2.º lugar - 2000, 2003
- MLS Supporters' Shield: 2.º lugar - 2000, 2001; 3.º lugar - 1998, 2008; 4.º lugar - 1999, 2005, 2006
- US Open Cup: 2.º lugar - 2004, 2011
- MLS Reserve League: 3.º lugar - 2011; 4.º lugar - 2008

## Estatísticas

### Participações
|  | Participações em 2020 |

| Competição     | Competição                    | Temporadas | Melhor campanha                  | Estreia | Última | P | R |
| Estados Unidos | Major League Soccer           | 23         | Campeão (1998)                   | 1998    | 2020   |   |   |
| Estados Unidos | Lamar Hunt U.S. Open Cup      | 23         | Campeão (1998, 2000, 2003, 2006) | 1998    | 2020   |   |   |
|                | Liga dos Campeões da CONCACAF | 3          | Semifinal (1999 e 2004)          | 1999    | 2004   |   |   |

### Números do Clube
- Maior quantidade de partidas: Jesse Marsch: 200
- Maior artilheiro: Ante Razov: 76
- Assistências: Peter Nowak, 48
- Shutouts: Zach Thornton, 50

Baseados somente na temporada da MLS 2005

## Elenco Atual
- Atualizado em 22 de março de 2020.

Legenda
- : Capitão
- : Jogador contundido

## Principais jogadores
Legenda:
 Grandė Ídolo

## Ring of Fire
O "Ring of Fire" foi fixado em 2003 pelo Chicago Fire e Chicago Fire Alumni Association como forma de tributo aos que ajudaram na construção de uma história de sucesso e orgulho deste mesmo clube.
Com excepção do membro inaugural, apenas os membros dotados do título Ring of Fire podem escolher os novos indicados e apenas um indicado pode ser selecionado em cada ano. Os nomes do "Ring of Fire" são postos em uma placa no estádio do Chicago.
- 10 Peter Nowak (indicado em 2003)
- 41 Frank Klopas (indicado em 2004)
- 3 Luboš Kubík (indicado em 2005)
- GM Peter Wilt (indicado em 2006)
- DT Bob Bradley (indicado em 2007)

## Treinadores
- Bob Bradley (1998-2002)
- Dave Sarachan (2003-2007)
- Juan Carlos Osorio (2007)
- Denis Hamlett (2008-2009)
- Carlos de los Cobos (2010-2011)
- Frank Klopas (2011-2013)
- Frank Yallop (2013-presente)

## Uniformes

### 1.º Uniforme
| 2006–2007 | 2008–2009 | 2010–2011 | 2012–2013 | 2014–2015 | 2016–2017 | 2018–2019 | 2020 | 2021 | 2022 |

### 2.º Uniforme
| 2006–2007 | 2008–2009 | 2010–2011 | 2012–2013 | 2014 | 2015–2016 | 2017–2018 | 2019 | 2020 | 2021 | 2023 |

## Estádios
- Soldier Field (1998-2001)
- Cardinal Stadium (2002)
- Soldier Field (2003-2006)
- Toyota Park (2006-2019)
- Soldier Field (2020-)

## Estrutura
- Chicago Fire (clube principal, joga na MLS)
- Chicago Fire Premier (jogava na Premier Development League)
- Chicago Fire Academy (nível estadual, dos 14 aos 18 anos)
- Chicago Fire Juniors (nível local, dos 8 aos 23 anos)

## Média de público
Temporada regular/playoffs
- 1998: 17 887
- 1999: 16 016
- 2000: 13 387
- 2001: 16 338
- 2002: 12 992
- 2003: 14 005/14 871
- 2004: 17 153/missed playoffs
- 2005: 17 238/11 193
- Todos os tempos: 15 419